# Awaous ocellaris
Awaous ocellaris е вид лъчеперка от семейство Попчеви (Gobiidae).

## Разпространение
Видът е разпространен в Нова Каледония, Острови Кук, Папуа Нова Гвинея, Самоа, Соломонови острови, Уолис и Футуна, Фиджи и Френска Полинезия (Австралски острови и Дружествени острови).